# Pro Evolution Soccer 2016
Pro Evolution Soccer 2016 (popularmente conhecido pela sua abreviação PES 2016   e por Winning Eleven 2016 na Ásia), é um jogo de futebol desenvolvido pela Konami para PlayStation 4, Xbox One, Xbox 360, Playstation 3 e PC que pertence à série Pro Evolution Soccer. O lançamento ocorreu  dia 15 de setembro de 2015 nas Américas e dia 17 de setembro de 2015 na europa.
PES 2016 recebeu o prêmio de «Melhor jogo-eletrônico desportivo» na GamesCon 2015. Este foi o segundo prêmio consecutivo da franquia, já seu antecessor (PES 2015) já havia recebido o prêmio no ano anterior.

## Equipes e Ligas
Na E3 2015 a Konami anunciou que havia estendido a licença dos torneios da UEFAː Champions League, Europa League e Supercopa da UEFA até 2018. Na Gamescom do mesmo ano, foi anunciada a aquisição da Euro 2016, porém não veio imediatamente com o jogo, mas sim como DLC em 24 de Março de 2016. Em ligas o jogo incluiː Eredivisie, Ligue 1, Liga BBVA, AFC Champions League, UEFA Champions League, UEFA Europa League, UEFA Super Cup, Copa Libertadores 2015, Copa Sul-Americana 2014 e 2015, Recopa Sul-Americana, Serie A Italiana com 19 de 20 equipes licenciadas, Premier League com apenas o Manchester United licenciado, 3 times da Bundesliga (Bayern de Munique, Borussia Mönchengladbach e Wolfsburg), versões não licenciadas da Segunda Divisão de Inglaterra e Itália, Liga Portuguesa com licença apenas de Benfica, Porto e Sporting), Ligue 2 e Liga Adelante totalmente licenciadas. Além dos campeonatos da América do Sul, como o Brasileirão, com muitas equipes com jogadores com nome fictícios, os Campeonatos Argentino e Chileno, que só possuem licença dos times da Libertadores e Sul-Americana, e por fim, 4 equipes do Brasileirão da Série B de 2015ː Bahia, Botafogo, Criciúma e Vitória.

## Estádios
O jogo possui 24 estádios nas versões de Playstation 4 e Xbox One, mas apenas 16 nas versões de Playstation 3, Xbox 360 e Microsoft Windows. Os estádios oficialmente licenciados incluem o San Siro, St. Jakob Park, Old Trafford, Allianz Arena, Juventus Stadium, Estádio do Mineirão, Arena Corinthians, Estádio Beira-Rio, Morumbi, Vila Belmiro e Saitama Stadium 2002. Os restantes são estádios genéricos. O Maracanã (Apenas para PS4 e Xbox One) e o Stade de France foram adicionados posteriormente como conteúdo grátis para download.

## Desenvolvimento e novos recursos
| “ | "Longe de problemas que assolaram suas últimas edições, o game da Konami completa 20 anos com um futebol que não dá show, mas cumpre o que promete e leva os três pontos para casa. Apesar de pecar em alguns aspectos (...), é um game que faz jus à série, trazendo jogabilidade divertida e descomplicada e proporcionando horas de diversão sem compromisso.” | ” |

Antes do anúncio oficial do jogo, houve muitos rumores sobre o cancelamento do jogo, e consequentemente da franquia, até que no início de junho a Konami revelou que o jogo seria anunciado no dia 12 de junho de 2015, com previsão de lançamento para três meses depois.
Um trailer foi lançado, e nele várias novidades são destacadas, como a presença inédita da Arena Corinthians e do Beira-Rio, estádios que foram palcos da Copa do Mundo de 2014. Também haverá mudanças climáticas durante as partidas, você poderá por exemplo começar uma partida sem chuva, mas no decorrer dela começará a chover, muitas novas animações também foram desenvolvidas para os jogadores, torcida e etc.
A Fox Engine também se desenvolveu muito, além das novas animações, os rostos dos atletas estão mais realistas do que nunca, o modo de colisão também foi aprimorado, assim como as físicas da bola e os goleiros.

### Modo MyClub
O modo myClub, um dos novos destaques da franquia, apareceu pela primeira vez no PES2016. Trata-se de uma espécie de versão online da Master League, em que é possível montar verdadeiras equipes dos sonhos ao contratar atletas das mais diversas nacionalidades e clubes do mundo.

## Capa do jogo
Neymar, jogador do Barcelona na época, camisa 10 e capitão da Seleção Brasileira está na capa do jogo, e de fundo temos o estádio do Beira-Rio que pertence ao Internacional, de Porto Alegre, Rio Grande do Sul.

## Demonstração do jogo
Com lançamento previsto para setembro, o game teve uma demonstração no dia 13 de agosto, disponível para PlayStation 3, PlayStation 4, Xbox 360 e Xbox One. A versão de demonstração contou com os clubes Corinthians, Bayern de Munique, Juventus, Roma e Palmeiras , com as seleções do Brasil e França, e com os estádios Juventus Stadium e Arena Corinthians.

## Conteúdo para Download

### Data Pack 1
O primeiro pacote de dados foi lançado em 29 de Outubro de 2015. A atualização adicionou 8 novas equipes, novas chuteiras, novos uniformes para algumas equipes, 70 jogadores atualizados, novas transferências de jogadores e mudanças mínimas na jogabilidade.

### Data Pack 2
A segunda atualização foi lançada em 3 de Dezembro de 2015, adicionando novas faces para 51 jogadores, transferências realizadas entre Setembro e Novembro, 8 chuteiras novas, duas novas bolas, e o Estádio do Maracanã para as versões de Playstation 4 e Xbox One

### Data Pack 3
Lançada em 24 de Março de 2016, a atualização trouxe a Euro 2016, incluindo novos uniformes para 15 das 24 seleções participantes, além da adição do Stade de France, palco da final da competição. A Konami relançou o jogo na Europa e Japão para Playstation 3 e 4 em 21 de abril de 2016, dessa vez com todo o conteúdo já incluindo e com Gareth Bale como estrela da capa do jogo.

### Data Pack 4
A última e menor atualização de PES 2016, lançada em 9 de Junho de 2016, incluiu apenas novos uniformes da Euro 2016 para as seleções da Croácia, França, Inglaterra, Portugal e Turquia, além das seleções do Brasil e Holanda, e das equipes brasileiras Clubes de Regatas do Flamengo e Santos, duas chuteiras novas da Adidas também foram adicionadas.

## Trilha Sonora
São 13 músicas e a playlist pode ser totalmente editada.
| Música                         | Artista                                   | Origem da Música               |
| ------------------------------ | ----------------------------------------- | ------------------------------ |
| In Harmony                     | Asgeir                                    | Islândia                       |
| After the Disco                | Broken Bells                              | Estados Unidos                 |
| Rather Be                      | Clean Bandit (feat. Jess Glynne)          | Reino Unido                    |
| Love the Past, Play the Future | CTS                                       | Japão                          |
| When We Were Young             | Dillon Francis and Sultan and Ned Shepard | Estados Unidos e Canadá        |
| Somebody New                   | Joywave                                   | Estados Unidos                 |
| You're On                      | Madeon (feat. Kyan)                       | França                         |
| Lifted Up (1985)               | Passion Pit                               | Estados Unidos                 |
| We Will Rock You               | Queen                                     | Reino Unido                    |
| Figure It Out                  | Royal Blood                               | Reino Unido                    |
| My Type                        | Saint Motel                               | Estados Unidos                 |
| Elevate                        | St. Lucia                                 | África do Sul e Estados Unidos |
| Shine On                       | Vinyl Theatre                             | Estados Unidos                 |

## Prêmios e Indicações
| Lista de prêmios e indicações | Lista de prêmios e indicações     | Lista de prêmios e indicações | Lista de prêmios e indicações |
| Prêmio                        | Categoria                         | Resultado                     | Ref.                          |
| ----------------------------- | --------------------------------- | ----------------------------- | ----------------------------- |
| The Game Awards 2015          | Melhor Jogo de Esportes/Corridas  | Indicado                      | [ 7 ]                         |
| GamesCon 2015                 | Melhor jogo-eletrônico desportivo | Venceu                        | [ 2 ]                         |